# Fantasy (czasopismo)
Fantasy, wcześniej Click! Fantasy – dwumiesięcznik o science fiction, fantasy i horrorze wydawany przez wydawnictwo Bauer w latach 2002–2005, prowadzony przez Jacka Piekarę jako dodatek do miesięczników o grach komputerowych (Click!, CD Action). Na jego łamach opowiadania oraz teksty publicystyczne bądź informacyjne publikowali m.in. Andrzej Pilipiuk, Andrzej Sapkowski, Artur Marciniak, Damian Kucharski, Eugeniusz Dębski, Grażyna Grzędowicz, Izabela Szolc, Joanna Kułakowska, Jacek Piekara, Magdalena Strzelczyk, Agnieszka Trzebska, Dawid Muszyński, Michał Zacharzewski, Paweł Ziemkiewicz, Piotr Moskal, Rafał Ziemkiewicz, Romuald Pawlak i inni.
W grudniu 2002 roku do magazynu dołączono książkę Strefa mroku: jedenastu apostołów grozy, zawierającą m.in. wybór opowiadań polskich debiutantów i znanych autorów.
W czerwcu 2005 ukazało się pierwsze po rocznej przerwie wydanie magazynu; kosztowało 19,90 zł; do czasopisma dodany był film „Sekta”. Wydanie to było zarazem ostatnim.